# Краггенбург
Краггенбург (нід. Kraggenburg) — село в Нідерландах, у муніципалітеті Нордостполдер, провінція Флеволанд. Розташоване за 11 км на південний схід від адміністративного центру муніципалітету — міста Еммелорд. Станом на 2017 рік у селі мешкало 1 420 осіб у 530 домогосподарствах. Площа, яка відноситься до села, становить 38,79 км², з яких 37,80 км² займає суходіл, 0,99 км² — водна поверхня.

## Історія
Село отримало свою назву на честь маяка Ауд-Краггенбург (укр. Старий Краггенбург), розташованого на південний схід від села. Цей маяк є одним з найстаріших будівель Нордостполдера, до осушення затоки Зейдерзе і створення польдеру, маяк стояв на узбережжі. Спочатку він був дерев'яним, проте після штормів 1876—1877 років будівлю замінили на кам'яну.
У середині XIX століття група багатих підприємців сформувала компанію з будівництва дамб у затоці Зейдерзе і поглиблення гирл річок Зварте-Ватер і Ейссел, що дозволило б кораблям досягати міста Зволле і перевозити товари углиб провінції Оверейсел. При будівництві, яке проходило у водах затоки, використовувалися спеціальні плавучі платформи — крагги (нід. kraggen), які споруджували у найближчих селах Ваннепервені, Гітхорні та Дварсграхті. Після завершення спорудження західної дамби, біля неї звели невеликий будиночок із маяком. За легендою, Якоб Брюнтьєс (Jacob Bruintjes), шкіпер (або власник) однієї з барж, що пропливали мимо і перевозили крагги, назвав цей будиночок De Kraggenburgt — укр. «замок Краген»). У сучасному селі Краггенбюрг є вулиця Якоб-Брюнтьєсстраат, названа на честь Якоба Брюнтьєса. Першим доглядачем маяка Краггенбюрг став Гендрік Віллем Вінкель, який із родиною оселився у будинку наприкінці грудня 1848 року.

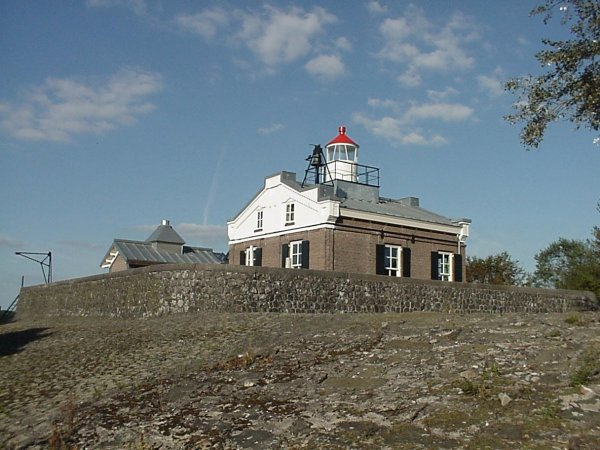
Маяк Ауд-Краггенбюрг

Після осушення Зейдерзе і створення польдеру Нордостполдер, місцевість, де розташований сучасний Краггенбюрг, опинилася далеко від моря. У 1940-х роках почалося заселення новоствореного польдеру і будівництва нових поселень. Одним з таких поселень став Краггенбюрг, збудований у 1949 році. У місцевості навколо новоствореного села планувалося розвивати сільське господарство, зокрема, вирощування фруктів. Частину місцевості на північ від села займали ґрунти із переважанням валунової глини, що унеможливлювало вирощування культур, тому на цих ґрунтах посадили великий ліс.
У селі збудували дві церкви та три школи, у 1955 році тут було створено аматорський футбольний клуб FC Kraggenburg.
У 1960-х роках біля сусіднього села Маркнессе розташувалися офіси Національної аерокосмічної та Гідромеханічної лабораторій. У Краггенбюрзі почали оселятися співробітники цих компаній, «білі комірці» із високою зарплатнею, що призвело до будівництва нових, більш комфортних житлових будинків. Село розросталося і процвітало до 1990-х років, коли мешканці, особливо молодь, почали переїжджати у міста через кращі умови проживання. Краггенбюрг хоч і не зник, проте постарів у демографічному плані. Школи не могли набрати достатньо учнів і з часом об'єдналися в одну.
Сучасний Краггенбюрг фокусується на зеленому туризмі та оздоровчих послугах. У селі діє один готель, два гуртожитки, три кемпінги та порт для яхт і човнів. Навколишній ліс отримав статус національної пам'ятки природи, на острові Фогелейленд у гирлі річки Зварте-Ватер влаштовано пташиний заповідник.

## Транспорт
Як і в інших населених пунктах муніципалітету Нордостполдер, у Краггенбюрзі немає залізничного сполучення, найближчі залізничні станції розташовані у містах Кампен і Меппел.
Громадський транспорт представлений автобусним маршрутом № 71, що з'єднує Краггенбюрг із населеними пунктами провінції Оверейсел — Зволле, Гасселтом, Де-Велде, Звартслейсом, Де-Крігером та низкою присілків, і населеними пунктами муніципалітету Нордостполдер — Маркнессе і Еммелордом.

## Пам'ятки
На території Краггенбюрга розташовано 9 національних пам'яток (rijksmonument) і 5 пам'яток місцевого значення (gemeentelijke monument).